# Michałowo (Głużek)
Michałowo – część wsi Głużek w Polsce, położona w województwie mazowieckim, w powiecie mławskim, w gminie Wiśniewo.
Michałowo należy do rzymskokatolickiej parafii  - Parafia św. Doroty w Bogurzynie
W latach 1975–1998 Michałowo należało administracyjnie do województwa ciechanowskiego.